# داگ اولاف هسن

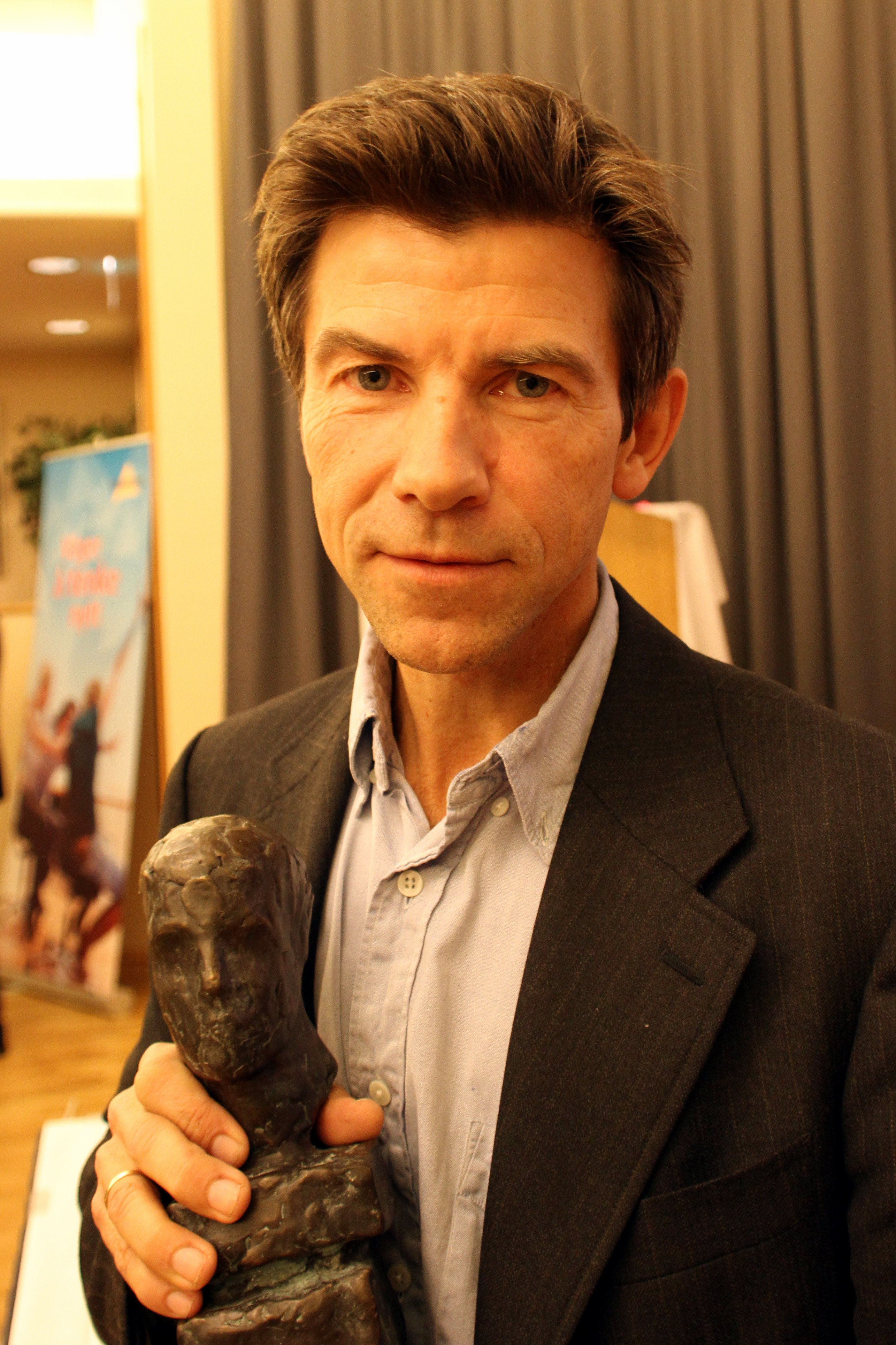
داگ اولاف هسن

داگ اولاف هسن[Dag Olav Hessen] (متولد ۶ ژوئیه ۱۹۵۶) یک نویسنده نروژی است که برای کارهایش در زمینه بوم‌شناسی شناخته شده‌است.
او یکی از اعضای آکادمی علوم و ادبیات نروژ است. او در سال ۲۰۰۸ برنده جایزه ادبی انجمن ریکملی و همچنین کلمه آزاد شده‌است.